# Дженніфер Доддс
Дженніфер Доддс (1 жовтня 1991 , Единбург ) — британська керлінгістка, олімпійська чемпіонка, чемпіонка Європи та світу. 